# Querida Amazonia
Querida Amazonia es una exhortación apostólica postsinodal del papa Francisco fechada del 2 de febrero de 2020 durante la fiesta de la presentación de Jesús y publicada el 12 de febrero de 2020. Trata sobre el sínodo concluido sobre la Amazonía que se celebró del 27 de octubre de 2019, y  sobre el documento final de este sínodo llamado, Amazonía: nuevos caminos para la Iglesia y para una ecología integral.

## Publicación

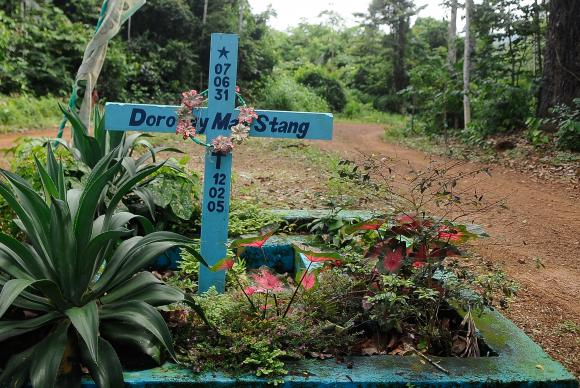
La tumba de Dorothy Stang en Brasil.

La exhortación apostólica tiene fecha del 2 de febrero de 2020, pero fue publicada el día 12. Varios observadores señalan que esta última fecha corresponde al decimoquinto aniversario del asesinato de Dorothy Stang, monja y abogada de los indios estadounidenses  y asesinada por sicarios al servicio de Regivaldo Pereira Galvão, un gran terrateniente. 

## Estructura
El texto de la exhortación se extiende a lo largo de 88 páginas y se estructura en cuatro “ Sueños ". El primer capítulo está dedicado a “ un sueño social ”, el segundo en “ un sueño cultural ”, el tercero en “ un sueño ecológico ” y finalmente el último en “ un sueño eclesial ”. 

## Contenido

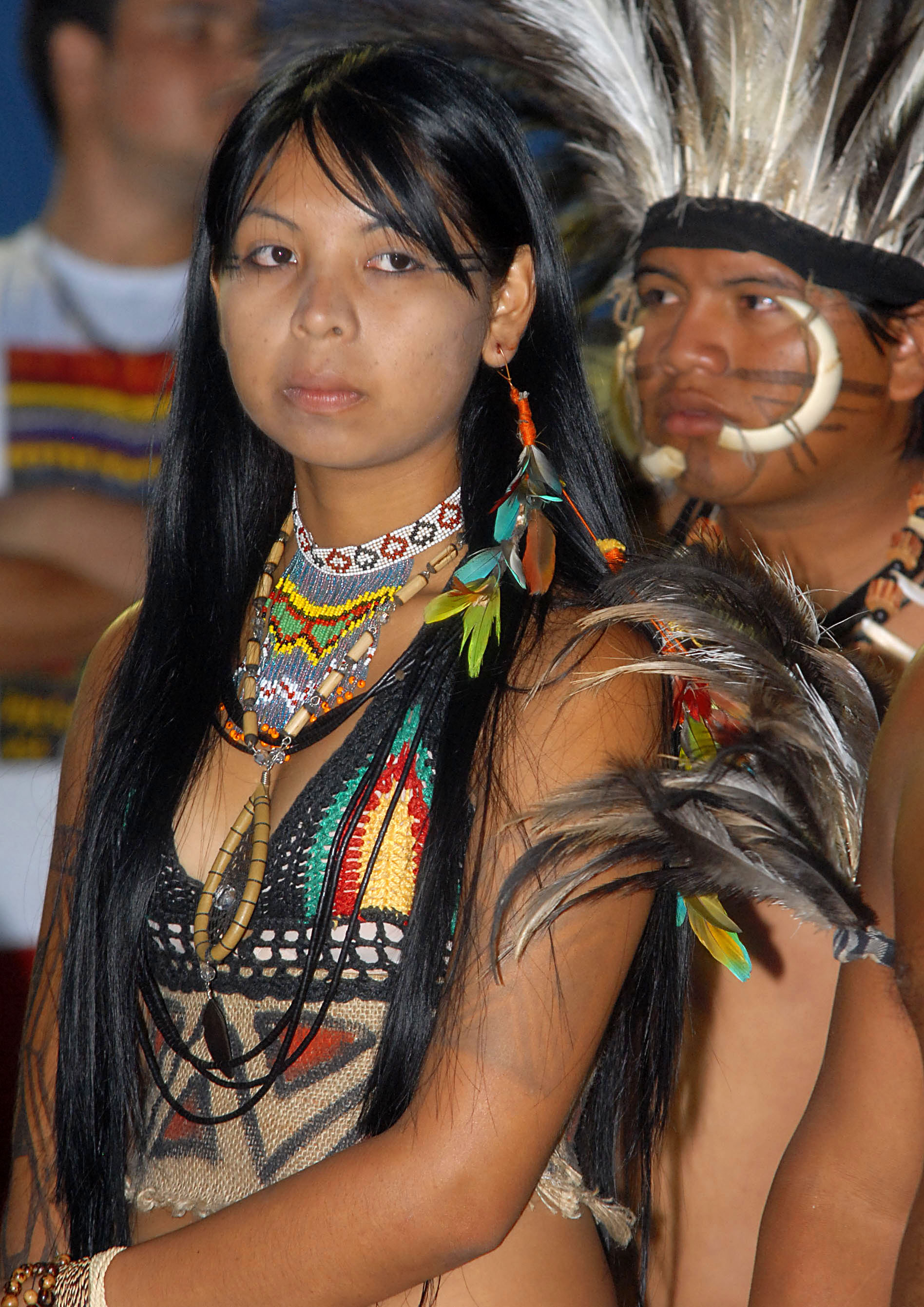
Indios de la etnia terena.

El Papa, sobre todo por su origen argentino, insiste en el concepto muy latinoamericano de “ Buen Vivir ”, que debe aplicarse tanto a los barrios urbanos como a los entornos naturales sensibles. Ataca una vez más las posturas neocoloniales que consisten en ver sólo en el corto plazo y considerar únicamente los entornos naturales, y en particular la Amazonia, como riqueza potencial a explotar sin tener en cuenta a sus habitantes. Los pueblos indígenas y también los más pobres, deben ser considerados interlocutores de referencia respecto este territorio.
Respecto a la cultura específica de los pueblos indígenas, el Papa pide "cultivar sin desarraigar " y " promover sin invadir ". Critica así no sólo al imperialismo cultural que amenaza a esos pueblos, y que proviene en particular de la cultura occidental promovida por los colonos y las empresas explotadoras de la Amazonia, sino también a las actitudes críticas hacia los ritos y prácticas que les son específicos. De hecho, algunas voces católicas se alzaron, en particular durante el sínodo sobre la Amazonía, contra las prácticas indígenas denunciadas como “idólatras”; En reacción, el Papa pide una actitud integradora, que también forma parte de una tradición jesuita practicada por los misioneros de esta orden desde el siglo XVIII, por ejemplo en las reducciones. El discurso del Papa también protesta contra una actitud " ambiental " que sólo tiene en cuenta la visión del medio ambiente y  él hace campaña por integrar un " enfoque social » del modo de vida de las poblaciones indígenas de la Amazonía, así como por una Iglesia que está del lado de los oprimidos.
Respecto a su sueño social, el Papa desea que surjan responsabilidades y una petición de perdón, que vayan acompañadas de la creación de redes de solidaridad, para lo cual hace un llamamiento a sus lectores, incluidos los políticos. Francisco también denuncia la corrupción y pide que se lleve a cabo un verdadero diálogo social, para que “sus palabras, sus esperanzas y sus miedos [sean] la voz más fuerte en cualquier mesa de diálogo”.
Más allá del contenido de la encíclica en sí, el Papa invita a sus lectores a consultar también el texto del documento final del sínodo, que algunos comentaristas describen como una aprobación de lo que allí está escrito, aunque las propuestas más discutidas en este Sínodo no aparezcan Querida Amazonia. 

### Contexto
Durante el invierno de 2019-2020 se desarrolló un fuerte clima de conflicto en torno a la posibilidad, discutida durante el sínodo, de ordenar como sacerdotes a hombres casados. Este conflicto se ve reforzado notablemente por la publicación de Las profundidades de nuestros corazones del cardenal Robert Sarah . Por eso se esperaba con impaciencia la publicación de la exhortación apostólica. Michael Czerny, Lorenzo Baldisseri y Matteo Bruni recuerdan, con motivo de la publicación de Querida Amazonia, que ésta, a diferencia del documento final del sínodo sobre la Amazonía, tiene un valor canónico y, por lo tanto, forma parte de lo que enseña la Iglesia. Por eso, se esperaba con mucha impaciencia el documento pontificio, aunque algunos señalan la preferencia del Papa por el desarrollo entre los seminaristas de «celo apostólico», es decir, un deseo real de que elijan ir en misión a territorios indios y no a zonas consideradas más fáciles.

## Recepción
Algunos observadores están decepcionados por el contenido de la exhortación, que les parece estar detrás de las propuestas del Sínodo.  Anne Guillard constata así que el conjunto del texto reúne un cierto número de quejas, pero pocas propuestas concretas y que las soluciones implementadas no son necesariamente innovadoras. También deplora la búsqueda constante del universalismo, que según ella impide la expresión de particularismos locales. Desde su punto de vista, el temor a un cisma interno en la Iglesia hizo que la exhortación fuera relativamente cautelosa, incluso un poco tibia.

### Sobre los aspectos sociales
Entre los prelados más conservadores, algunos como Athanasius Schneider, cuestionaron una excesiva implicación en las cuestiones temporales y terrenas, de modo que la Santa Sede se convirtió en una tipo de filial de las Naciones Unidas. Sostienen que insistir en estos temas distraería a la Iglesia de su misión de predicar el «arrepentimiento».

### Sobre los aspectos ecológicos

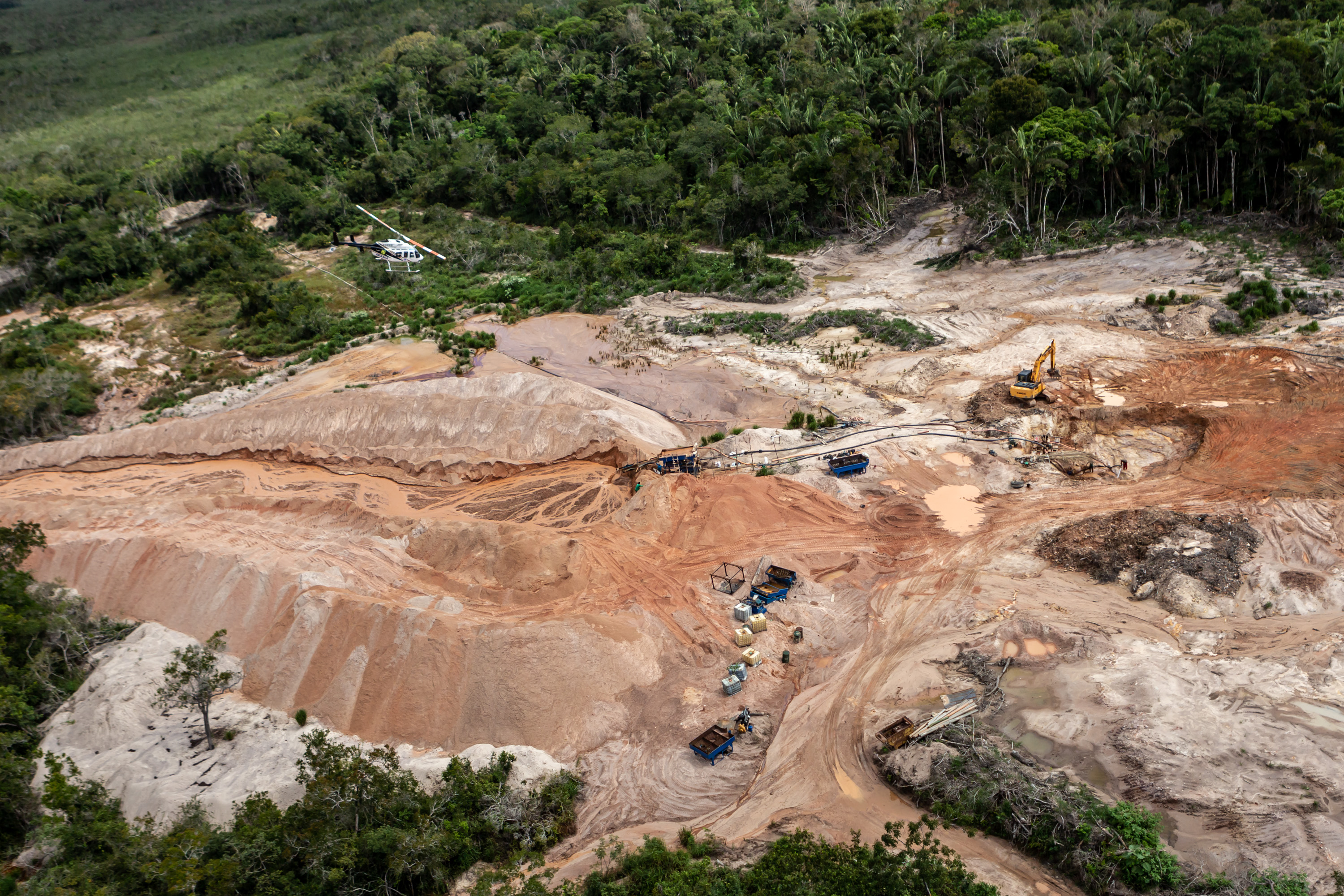
Deforestación y excavación de tierras en la Amazonía.

José Gregorio Mirabal, coordinador general del Congreso de Organizaciones Indígenas de la Amazonía, cree que Querida Amazonia le da «una razón para tener esperanza» en las luchas que libran los pueblos indígenas de Brasil, particularmente contra las multinacionales que buscan explotar sus tierras, y que el Papa es en esta lucha « un poderoso aliado » . Josianne Gauthier,  la secretaria general de la Cooperación Internacional para el Desarrollo y la Solidaridad (CIDSE), considera que el Papa no pierde el tiempo repitiendo lo dicho en el sínodo, en particular la noción de pecado ecológico, sino que también enfatiza en los sentimientos de los nativos ante la desaparición de su entorno.

### Sobre los aspectos eclesiales
Los dos temas sobre los que este texto fue particularmente esperado fueron las cuestiones planteadas durante el sínodo, por un lado, sobre la ordenación presbiteral de los hombres casados (viri et probati), y por otro lado, sobre el acceso de las mujeres al diaconado. El documento no menciona estos temas. La ausencia de discurso sobre este tema es percibida por Josianne Gauthier como una insistencia en los tres primeros desafíos (social, cultural y ecológico) al dejar que la colegialidad episcopal resuelva la cuestión inherente a la Iglesia católica sin ponerse tensa al respecto. Asimismo Gaultier Bès, el redactor jefe de la revista en francés Limite, expresa que esa cuestión eclesiológica no representa una emergencia tal que deba tener prioridad sobre la cuestión ecológica.
Para François Euvé, jesuita y redactor jefe de Étvdes, esta exhortación apostólica está en directa continuidad con Laudato si', pero subraya aspectos todavía poco desarrollados hasta entonces, la inculturación, la pluralidad cultural y el respeto de las tradiciones y de las raíces y se pregunta si la respuesta está a la altura de la situación actual.
Anne-Marie Pelletier, teóloga, cree que el Papa ha tomado nota de una realidad eclesial ignorada durante mucho tiempo y que concede una parte significativa de responsabilidad a los laicos y, más particularmente, a las mujeres. Se recuerda el papel esencial de la mujer en la vida de la Iglesia, no sólo como soporte físico de su existencia, sino como un garante de su integridad.
Algunos lamentan la ausencia de una posición expresada a favor de la ordenación sacerdotal de los hombres casados. En Alemania, el Comité Central de los Católicos Alemanes deplora una « falta de coraje ». Reinhard Marx cree que la exhortación apostólica constituye un  marco para la reflexión, pero cualquiera que esperara decisiones y medidas concretas en este sentido se sentirá decepcionado. Otros observadores consideran que, dado que el tema en cuestión no ha sido abordado, la cuestión de la ordenación de los hombres casados sigue abierta. Otros más subrayan la necesidad de que un proyecto de este tipo madure, lo que sólo puede lograrse haciéndose por etapas. Al enterarse de estas reacciones, el Papa Francisco expresó su frustración y lamentó que las críticas se centraran en un solo tema que no es el corazón de este documento.

### Sobre el estilo del texto
Varios observadores señalan que el tono utilizado utiliza voluntariamente los códigos de la poesía y los sueños, y analizan esta posición como un alejamiento de una visión estrictamente utilitarista para enfatizar la belleza y la gratuidad de la creación que es la naturaleza y sus pueblos humanos.